# KANSOテクノス
株式会社KANSOテクノス（カンソーテクノス）は、大阪府大阪市に本店を置く関西電力の完全子会社。
主に環境・土木・建築関連事業の他、オリジナルブランド「魚魚（とと）工房」での玩具販売や、自社栽培のイチゴ販売などを行っている。

## 沿革
- 1974年（昭和49年）1月17日 - 株式会社関西総合環境センターとして創立。主に環境関連事業を展開。
- 2004年（平成16年）10月1日 - 関西電力によるグループ企業の分野・機能別再編に伴い、グループ他社（以下5社）より土木・建築分野の事業を譲り受けるとともに、商号を環境総合テクノスに変更[5]。
  - 関電興業（現・関電プラント）、関西テック（現・かんでんエンジニアリング）、近畿コンクリート工業（現・日本ネットワークサポート）、関電ウェルビー、東海電業
- 2018年（平成30年）
  - 10月1日 - 協業組合H・C建設との合弁で、小水力発電事業を行う「宮川水力開発合同会社」を設立[6]。
- 2020年（令和2年）
  - 2月14日 - 奥伊吹観光との合弁で、小水力発電事業を行う「奥伊吹水力発電合同会社」を設立。
  - 7月1日 -  再編後15周年が経過したのを機に、商号をそれまでの略称であった株式会社KANSOテクノスに変更。
- 2023年（令和5年)　
  - 9月1日 -  長野県木曽郡上松町にて、単独運営の小水力発電所である「上松駒ケ岳発電所」の営業を開始。

## 経営理念
〈使命〉
- 豊かな地域社会の実現とかけがえのない地球環境の保全への貢献

〈行動指針〉
- すべての企業活動で、安全を最優先とし、お客さまの満足と信頼の確保を目指します。
- 独自の技術開発を推進し、総合的な技術力を背景とした付加価値の高い商品・サービスを提供します。
- 絶えず自己変革に努め、豊かな人間性を育みながら、自らの夢に挑戦します。
- 法令の遵守はもとより、高い倫理観を持ち、公正・誠実に行動します。

## 事業内容
〈環境分野〉
- 環境アセスメント、環境調査
- 物質の化学分析、標準物質の製造販売
- 環境コンサルタント
- いちご栽培等のアグリ事業

〈土木分野〉
- 小水力発電開発
- 水力発電所の運用管理
- 地盤調査、土壌汚染調査
- 土木工事、緑化工事

〈建築分野〉
- 建物点検、設備点検
- 建物新築工事、建物補強工事
- ファシリティマネジメント

〈オリジナルブランド"魚魚工房"〉
- 知育玩具等の販売

## 事業所一覧
〈近畿地方〉
- 本店 - 大阪府大阪市中央区
- 計測分析所 - 大阪府交野市 (関西電力 枚方変電所隣接)
- 京滋支店 - 京都府宇治市
- 奈良支店 - 奈良県橿原市
- 滋賀事業所 - 滋賀県大津市
- 和歌山支店 - 和歌山県田辺市
- 和歌山オフィス - 和歌山県和歌山市
- 姫路支店 - 兵庫県姫路市
- 朝来オフィス - 兵庫県朝来市

〈福井県内〉
- 若狭統括支店 - 福井県大飯郡おおい町成和
- 美浜分室 - 福井県三方郡美浜町郷市
- 美浜営業所 - 福井県三方郡美浜町丹生 (関西電力 美浜発電所内)
- 高浜営業所 - 福井県大飯郡高浜町 (関西電力 高浜発電所内)
- 大飯営業所 - 福井県大飯郡おおい町大島 (関西電力 大飯発電所内)

〈富山県内〉
- 富山統括支店 - 富山県富山市弥生町
- 神通川支店 - 富山県富山市笹津
- 宇奈月支店 - 富山県黒部市宇奈月町下立
- 庄川支店 - 富山県砺波市庄川町金屋

〈中部地方〉
- 名古屋統括支店 - 愛知県名古屋市東区
- 上松支店 - 長野県木曽郡上松町
- 今渡支店 - 岐阜県可児市 (関西電力 今渡発電所隣接)

〈東日本地域〉
- 東京支店 - 東京都千代田区神田東松下町
- 福島事業所 - 福島県福島市

## 関係会社
- 宮川水力開発合同会社 - 協業組合H・C建設との合弁会社。岐阜県飛騨市にて小水力発電所『森安発電所』『大谷発電所』を建設・営業[7]。
- 奥伊吹水力発電合同会社 - 奥伊吹観光との合弁会社。滋賀県米原市にて小水力発電所『奥伊吹発電所』『奥伊吹第二発電所』を建設・営業[8][9]。

## 認可・認定
- プラチナくるみん認定企業（子育てサポート企業）
- ISO 9001（本店、富山統括支店、名古屋統括支店）
- ISO 14001（計測分析所）
- ISO/IEC 17025（計測分析所）
- ISO 17034（計測分析所）
- ISO/IEC 17043（計測分析所）